# Inception Score
Inception Score（IS）は、生成モデル（例えば敵対的生成ネットワーク（GAN））によって生成された画像の品質を評価するために使用されるアルゴリズムである。  
このスコアは、生成モデルによって生成された（通常は約30,000枚の）画像に対して、別個に訓練されたInception v3画像分類モデルの出力に基づいて計算される。
Inception Score は、以下の2つの条件が満たされるときに最大化される：
1. 生成画像に対して Inception v3 モデルが予測するラベルのエントロピーが最小となる、すなわち分類器が各画像に対して自信を持って単一のラベルを予測する。これは、画像が「鮮明」または「明確」であるべきという望ましい性質を反映している。
2. 分類器が予測するラベルが全体として均等に分布している。これは、生成された画像が「多様」であるべきという望ましさに対応する。[2]

IS は、後に提案されたフレシェ開始距離（FID）によって部分的に置き換えられている。  
Inception Score は生成画像の分布のみを評価するが、FID は生成画像と実画像（「グラウンドトゥルース」）の分布を比較する。

## 定義
画像の空間 {\displaystyle \Omega _{X}} と、ラベルの空間 {\displaystyle \Omega _{Y}} を考える。ラベル空間 {\displaystyle \Omega _{Y}} は有限集合であるとする。{\displaystyle p_{gen}} を、評価対象となる {\displaystyle \Omega _{X}} 上の確率分布とする。識別器（discriminator）は次の型の関数とする：{\displaystyle p_{dis}:\Omega _{X}\to M(\Omega _{Y})}ここで、{\displaystyle M(\Omega _{Y})} は {\displaystyle \Omega _{Y}} 上の確率分布全体の集合を表す。任意の画像 {\displaystyle x} およびラベル {\displaystyle y} に対して、{\displaystyle p_{dis}(y|x)} は画像 {\displaystyle x} にラベル {\displaystyle y} が対応する確率である。通常、この識別器はImageNetで訓練された Inception v3 ネットワークで実装される。
{\displaystyle p_{gen}} に対する Inception Score は、次のように定義される：{\displaystyle IS(p_{gen},p_{dis}):=\exp \left(\mathbb {E} _{x\sim p_{gen}}\left[D_{KL}\left(p_{dis}(\cdot |x)\|\int p_{dis}(\cdot |x)p_{gen}(x)dx\right)\right]\right)}同値な表現として、以下の式も与えられる：{\displaystyle \ln IS(p_{gen},p_{dis}):=\mathbb {E} _{x\sim p_{gen}}\left[D_{KL}\left(p_{dis}(\cdot |x)\|\mathbb {E} _{x\sim p_{gen}}[p_{dis}(\cdot |x)]\right)\right]}{\displaystyle \ln IS(p_{gen},p_{dis}):=H[\mathbb {E} _{x\sim p_{gen}}[p_{dis}(\cdot |x)]]-\mathbb {E} _{x\sim p_{gen}}[H[p_{dis}(\cdot |x)]]}ここで {\displaystyle \ln IS} はイェンセンの不等式により非負である。
擬似コード：
入力：識別器 {\displaystyle p_{dis}}  
入力：生成器 {\displaystyle g}
生成器から画像 {\displaystyle x_{i}} をサンプリング
各 {\displaystyle x_{i}} に対して {\displaystyle p_{dis}(\cdot |x_{i})}（ラベルの条件付き確率分布）を計算
すべての結果を集計し、{\displaystyle {\hat {p}}:=\int p_{dis}(\cdot |x)p_{gen}(x)dx} の経験的推定を得る
さらに画像 {\displaystyle x_{i}} をサンプリングし、それぞれについて
{\displaystyle D_{KL}\left(p_{dis}(\cdot |x_{i})\|{\hat {p}}\right)} を計算
結果を平均し、指数を取る
出力：計算結果を返す

### 解釈
Inception Score が高いほど「優れている」と解釈される。これは、{\displaystyle p_{gen}} が「鮮明で明確な」画像集合であることを意味する。
{\displaystyle \ln IS(p_{gen},p_{dis})\in [0,\ln N]}  ここで {\displaystyle N} は可能なラベルの総数である。
{\displaystyle \ln IS(p_{gen},p_{dis})=0} となるのは、ほとんどすべての {\displaystyle x\sim p_{gen}} に対して次が成り立つときに限られる：
{\displaystyle p_{dis}(\cdot |x)=\int p_{dis}(\cdot |x)p_{gen}(x)dx}
つまり、{\displaystyle p_{gen}} が完全に「非識別的（indistinct）」であることを意味する。すなわち、{\displaystyle p_{gen}} からサンプリングされる任意の画像 {\displaystyle x} に対して、識別器 {\displaystyle p_{dis}} は常に同じラベル分布を返すことになる。
Inception Score が最大値 {\displaystyle N} を達成するのは、以下の2つの条件が同時に成り立つときに限られる：
- ほとんどすべての {\displaystyle x\sim p_{gen}} に対して、条件付き分布 {\displaystyle p_{dis}(y|x)} は一つのラベルに集中している（すなわち、{\displaystyle H_{y}[p_{dis}(y|x)]=0}）。これは、{\displaystyle p_{gen}} から生成されるすべての画像が、識別器によって明確に分類されることを意味する。

- 任意のラベル {\displaystyle y} に対して、生成画像がラベル {\displaystyle y} に分類される割合が {\displaystyle \mathbb {E} _{x\sim p_{gen}}[p_{dis}(y|x)]={\frac {1}{N}}} である。これは、生成された画像が全ラベルに対して均等に分布していることを意味する。